# Martin-Joseph Dezitter
Martin-Joseph Dezitter (1743-1793) ou l'Abbé Dezitter, est un prêtre catholique français du XVIIIe siècle. Curé de la paroisse de Crochte (Flandre française, arrondissement de Dunkerque) au moment de la Révolution française, son opposition à la constitution civile du clergé le mène à des attitudes et des actions contre-révolutionnaires. Émigré, rentré clandestinement à la suite des ennemis coalisés, puis arrêté, il est exécuté en 1793.

## Biographie
Martin-Joseph Dezitter nait à Bailleul le 5 juillet 1743 . Baptisé le lendemain sous conditions, ayant été ondoyé par la sage-femme. il est le fils d'Albert De Zitter et de Joanna Ducorneÿ. Son père ne signe pas l'acte de baptême. En 1906, l'abbé Vandaele le dira né à Borre en 1745.
Il fait sa scolarité au collège de Bailleul alors géré par les Jésuites puis il entre au séminaire d'Ypres où il poursuit des études de théologie.
Il est ordonné prêtre à Ypres vers 1770, puis nommé professeur-régent du collège de Bailleul jusqu'en 1787.
Il est nommé curé ou vicaire de Zuydcoote le 3 mai 1787, y reste deux ans et reçoit une nouvelle affectation : Martin-Joseph arrive à Crochte le 6 juillet 1789.
Il est curé de la paroisse lorsqu' éclate la Révolution française.
Le 11 mai 1791, il refuse de prêter le serment de fidélité à la Révolution prévu par la constitution civile du clergé.
Il émigre mais revient clandestinement dans sa paroisse.
Arrêté après la bataille de Hondschoote, Martin-Joseph Dezitter meurt fusillé le 8 septembre 1793, à l'âge de cinquante ans.

## Contre-révolutionnaire
L'abbé Dezitter refuse de prêter le serment de fidélité à la constitution civile du clergé, et s'inscrit en cela dans le courant largement majoritaire en Flandre maritime. Les habitants de la région sont très attachés à la religion catholique. Ils vont résister à la politique de déchristianisation voulue par les révolutionnaires. Les prêtres réfractaires qui refusent de prêter serment de fidélité à la Révolution connaissent fort bien cet état d'esprit et peuvent se sentir encouragés dans leurs opinions. Dans le district de Bergues, seulement 28 % des prêtres ont prêté le serment prévu par la constitution civile du clergé (ce qui est peu mais nettement supérieur aux autres districts du département du Nord).
Ayant refusé de prêter le serment de fidélité à la Révolution, l'abbé Dezitter émigre le 21 avril 1792 en Belgique. Une autre source le dit « déporté pour refus de serment le 11 mai 1791». Quoi qu'il en soit, cette émigration ou cette déportation renforce la suspicion à son égard : on le considère comme ennemi et dangereux. Il demeure cependant à proximité de son ancienne paroisse en séjournant aux environs d'Ypres, à Poperinge.
Les soupçons qu'il suscite sont confirmés par son attitude : Martin-Joseph Dezitter effectue en réalité des va-et-vient entre la France et les Pays-Bas autrichiens. Selon ses partisans : « Animé d'un admirable zèle sacerdotal, il rentre en France à la dérobée pour, au péril de sa vie, exercer les fonctions de son ministère auprès des fidèles qui ne voulaient pas entrer en relations avec les prêtres assermentés ».
Cette attitude atteste sa volonté de lutter contre la Révolution. Dans les campagnes de cette Flandre catholique, les prêtres réfractaires refusant le nouveau régime politique sont présents en permanence, influencent les esprits, profitent de la proximité de la frontière pour faire des allées et venues à travers le pays, et contrecarrent l'action des révolutionnaires. Des habitants de la région traversent également la frontière pour aller écouter les sermons de leur ancien curé. Sur le sol français, ces prêtres agissent souvent la nuit (célébration de messes, administration des sacrements).
Lors de son arrestation, l'abbé Dezitter porte sur lui des imprimés, des lettres de correspondance en français et en flamand, l'acte de sa déportation, une instruction pastorale donnée à Ypres en 1793 par l'évêque du lieu, (à l'époque Crochte est située dans le diocèse d'Ypres), une petite fiole contenant les « saintes huiles ». Cette attitude et les objets trouvés sur lui confirment sa détermination et son militantisme anti-révolutionnaire : l'évêque d'Ypres alors en place Charles Alexander d'Arberg est un virulent adversaire de la Révolution française. Il conteste énergiquement le droit de cette dernière à contrôler l'Église. Le fait de porter sur soi les « saintes huiles » révèle l'intention de conférer les sacrements, action normalement réservée aux prêtres officiels et constitutionnels ayant prêté le serment de fidélité.

## Exécution
Martin-Joseph Dezitter rentre secrètement en Flandre le 2 septembre 1793 à la suite des Anglais qui occupent la frange côtière de la Flandre française. Selon la plaquette de Zuydcoote, il est vrai davantage panégyrique que résumé des faits, il est rentré pour « voir et consoler ses paroissiens». En réalité, il semble qu'il ait espéré que les Anglais allaient pouvoir rétablir l'ancien ordre des choses.
Mais en France, les esprits sont survoltés. Le sentiment de la patrie en danger en 1792 à la suite de la déclaration de guerre de la Prusse et de l'Autriche, la levée en masse en 1793, l'invasion du pays par les troupes étrangères et le siège de Dunkerque en août 1793, ont enflammé les esprits. Les ardeurs révolutionnaires amènent à voir des ennemis partout, on fait de fréquentes patrouilles, on perquisitionne chez les personnes pouvant loger des étrangers ou gens de passage. On sait que certains émigrés ou déportés sont rentrés à la suite des armées ennemies. Toute personne paraissant suspecte court de ce fait un grand danger en ces jours de tension extrême, même lorsque la France a remporté la bataille : « Après la victoire, venaient les représailles contre ceux ayant pactisé avec l'envahisseur.». De plus, le décret des 23-25 octobre 1792 bannit à perpétuité tous les émigrés et prononce la peine de mort contre ceux qui rentrent en France. Il a été complété par le décret du 28 mars 1793 qui rend les sanctions immédiates. L'arsenal juridique existe donc pour réprimer durement les personnes considérées comme émigrées, rentrées clandestinement au pays
Selon ses partisans, l'abbé aurait été trahi par un habitant de Crochte, pénétré des principes révolutionnaires.
Il est arrêté à Quaëdypre le 7 septembre 1793, au moment de la victoire des Français lors de la bataille de Hondschoote le 8 septembre 1793. Il est arrêté en même temps qu'un « gentilhomme » lui aussi émigré. On l'emmène à Bergues, chef-lieu du district, où il est emprisonné.
Le directoire du district le renvoie devant la « commission militaire nommée par l'état-major de la place et forteresse de Bergues », composée de six « citoyens », militaires en la dite place.
Martin-Joseph Dezitter, « ci-devant prêtre », est jugé de manière expéditive par cette commission militaire, réunie le 8 septembre au matin. Après un interrogatoire sommaire, il est jugé « porteur d'instructions visant à détruire les hosties et huiles saintes consacrées par les prêtres et évêques constitutionnels », convaincu « d'émigration, d'être rentré avec l'ennemi et d'avoir été réhabilité dans sa cure de Crochte par les Anglais »  et condamné à l'unanimité par le tribunal militaire à être fusillé dans les vingt-quatre heures.
Il est exécuté place de la Révolution (actuelle place du marché aux bestiaux) l'après midi même le 8 septembre 1793, fusillé par un peloton de six artilleurs en même temps qu'une personne appartenant à la noblesse.
Selon la légende, le geôlier de la prison le poussa pendant sa détention à prêter le serment de fidélité à la constitution pour avoir la vie sauve, le prêtre a refusé, en déclarant préférer mourir plutôt que de mentir à sa conscience. Ayant apprécié la sollicitude de son gardien, il lui laissa le seul bien qu'il avait sous la main le collet de sa soutane, avec un mot écrit de sa main : « Donné un heure avant ma mort ». En 1906, ce morceau de tissu était la propriété d'un Dezitter, membre du clergé
Selon la plaquette déjà citée, l'abbé Dezitter a été la première victime de la Révolution en Flandre.

## Postérité
- En 1906, l'abbé Vandaele, curé de Crochte, est chargé par l'autorité diocésaine de rassembler tous les documents possibles concernant son prédécesseur Dezitter dans cette cure[2].
- Le 14 février 1909, a été inaugurée à Crochte, une plaque commémorative à la mémoire de Martin-Joseph Dezitter[13].

- Un site intitulé « Causes des Saints », sous-titré « Les Saints et Bienheureux de l'Église catholique et les causes en cours », évoquant « Les Martyrs de la Révolution française », laisse entendre que le « cas » Martin-Joseph Dezitter fait partie de dossiers en cours d'examen en vue d'une canonisation ultérieure éventuelle[14].